# Das Kapital

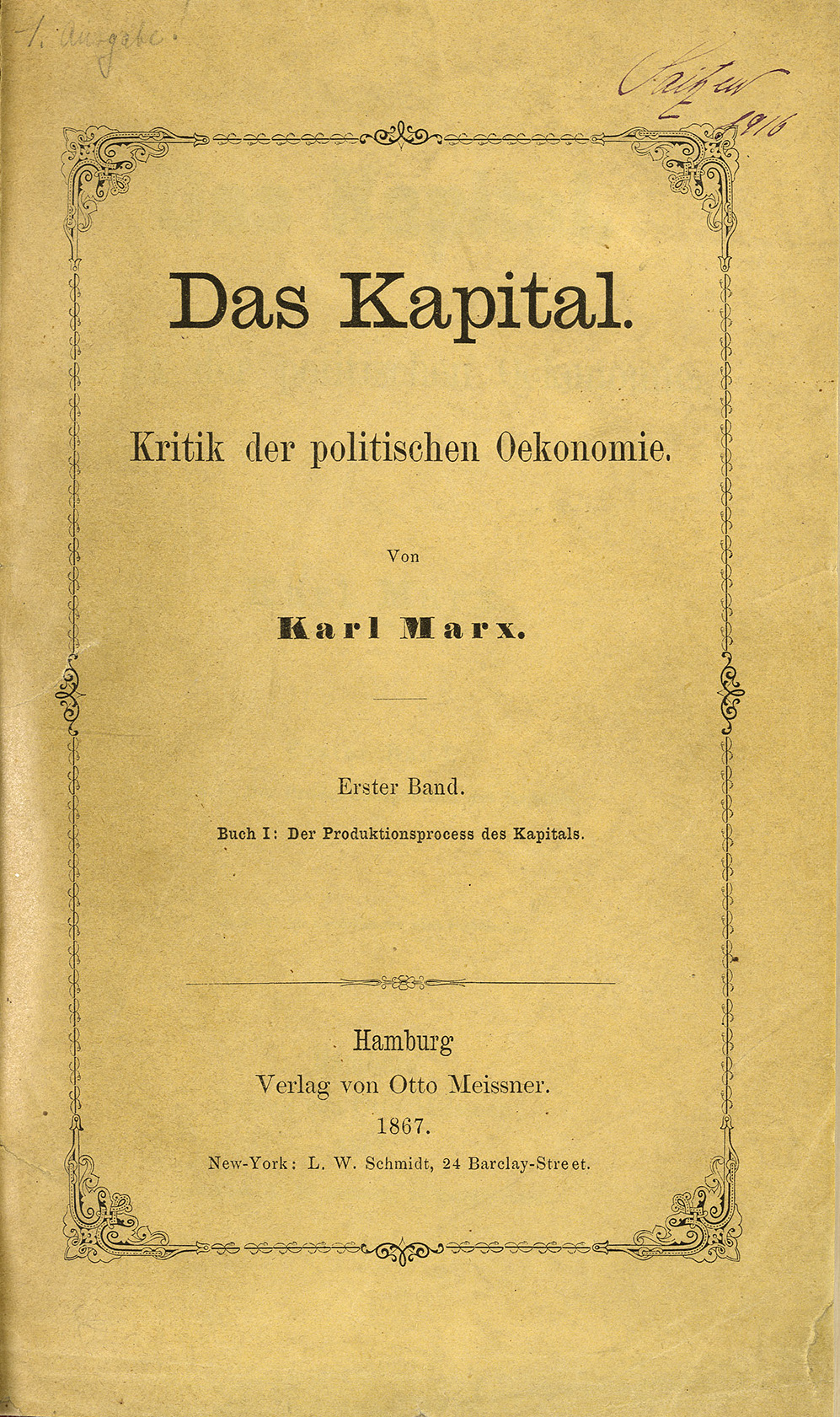
Titelblatt der Erstausgabe 1867

Das Kapital. Kritik der politischen Ökonomie, eines der Hauptwerke von Karl Marx, ist eine Analyse und Kritik der kapitalistischen Gesellschaft mit weitreichenden Wirkungen in der Arbeiterbewegung und der Geschichte des 20. Jahrhunderts. Marx’ persönliche Ausgabe des „Kapital“ (Erster Band) mit seinen handschriftlichen Anmerkungen wurde auf gemeinsamen Vorschlag der Niederlande und Deutschland im Juni 2013 von der UNESCO in das Weltregister des Dokumentenerbes aufgenommen. Die Schrift wird im Internationalen Institut für Sozialgeschichte in Amsterdam aufbewahrt.
Nach Jahrzehnten ökonomischer Studien und diversen Vorarbeiten (vor allem die Grundrisse der Kritik der politischen Ökonomie, Zur Kritik der politischen Ökonomie und die Theorien über den Mehrwert) erschien 1867 der erste Band: Der Produktionsprozess des Kapitals. Friedrich Engels stellte nach Marx’ Tod (1883) aus dessen Manuskripten zwei weitere Bände zusammen. 1885 veröffentlichte er Band 2: Der Zirkulationsprozess des Kapitals. 1894 folgte Band 3: Der Gesamtprozess der kapitalistischen Produktion.

## Entstehungs- und Redaktionsgeschichte

Titelblatt 2. Ausgabe 1872

Titelblatt 4. Ausgabe von Engels herausgegeben, Hamburg 1890

Die drei Bände des Kapital, wie sie heute in den MEW-Bänden 23 bis 25 und in den meisten Übersetzungen vorliegen, wurden in unterschiedlichem Maße von Marx selbst und vor allem von Engels redigiert und bearbeitet.
Sie erschienen zu Lebzeiten von Marx und Engels in teilweise überarbeiteten Auflagen. Marx’ persönliche Ausgabe des ersten Bandes wurde in das Weltdokumentenerbe der Unesco aufgenommen.

### Band 1
Der erste Band des Kapital erschien Mitte September 1867 beim Hamburger Verleger Otto Meissner in einer Startauflage von 1000 Exemplaren (Bekanntgabe des Erscheinens im Börsenblatt für den Deutschen Buchhandel vom 14. September 1867) auf der Grundlage der Ökonomischen Manuskripte (1863–65). Zwischen Dezember 1871 und Januar 1872 verfasste er Ergänzungen und Veränderungen zum ersten Band des Kapital, welche Überarbeitungen und Kommentare zum ersten Kapitel der Erstauflage enthielten – vor allem grundsätzliche Überlegungen zur Werttheorie.
Im Jahr 1872/73 erschien der erste Band in zweiter Auflage. Zu erheblichen Veränderungen kam es vor allem im ersten Kapitel über die Ware.
Marx arbeitete fünf Jahre lang an einer französischen Ausgabe des ersten Bandes; diese Übersetzertätigkeit regte ihn an, den Stoff in Teilen zu überarbeiten und neu zu überdenken. Vor allem den Abschnitt über die „Akkumulation“ ergänzte er. Die französische Ausgabe erschien 1872–1875, zunächst in einzelnen Lieferungen, 1875 dann als Buch.
Nach Marx’ Tod (1883) brachte Engels den ersten Band auf der Grundlage der zweiten Auflage mit einem Teil der Veränderungen der französischen Ausgabe in dritter Auflage heraus. In die vierte Auflage (1890) flossen weitere Teile der französischen Ausgabe ein.
2017 gab Thomas Kuczynski eine neue Textausgabe auf der Grundlage bisher nicht bearbeiteter Hinweise von Marx heraus. Dies betrifft vor allem den Vergleich der zweiten deutschen Auflage mit der französischen Ausgabe. Zu den weiteren Vorzügen dieser Ausgabe zählen u. a. die eingerückte Einfügung der ursprünglich in den Anhang verbannten Anmerkungen in den Lesetext, überprüfte und ggf. ergänzte Quellenangaben, sowie die Übersetzung aller fremdsprachigen Begriffe und Zitate.

### Band 2 und 3
Im Jahre 1885 veröffentlichte Engels den zweiten Band des Kapital, in dem er verschiedene Manuskripte Marx’ zusammengestellt hatte, die dieser in den 1860er- und 1870er-Jahren geschrieben hatte. Gedruckt wurde das Buch bei der Druckerei Reusch in Leipzig, wobei dem Verleger Otto Meissner das handschriftliche Manuskript von Engels’ Sekretär Oscar Eisengarten als Druckvorlage diente.
1894 folgte der dritte Band, dessen Grundlage nur ein Manuskript von Marx aus den Jahren 1864/65 war, das mit zahlreichen Umformulierungen und Umstellungen von Engels versehen war.

### Bewertung der Überarbeitungen
Während im traditionellen Marxismus von der „Vervollkommnungsthese“ ausgegangen wurde, wonach die späteren Versionen als stetige Verbesserungen der früheren anzusehen seien, geht die „Neue Marx-Lektüre“ von einer „Popularisierungsthese“ aus, wonach die späteren Auflagen in der Regel Popularisierungen und damit auch Vereinfachungen zu früheren Auflagen darstellen.

## Inhaltlicher Überblick

### Grundsätzliche Thesen

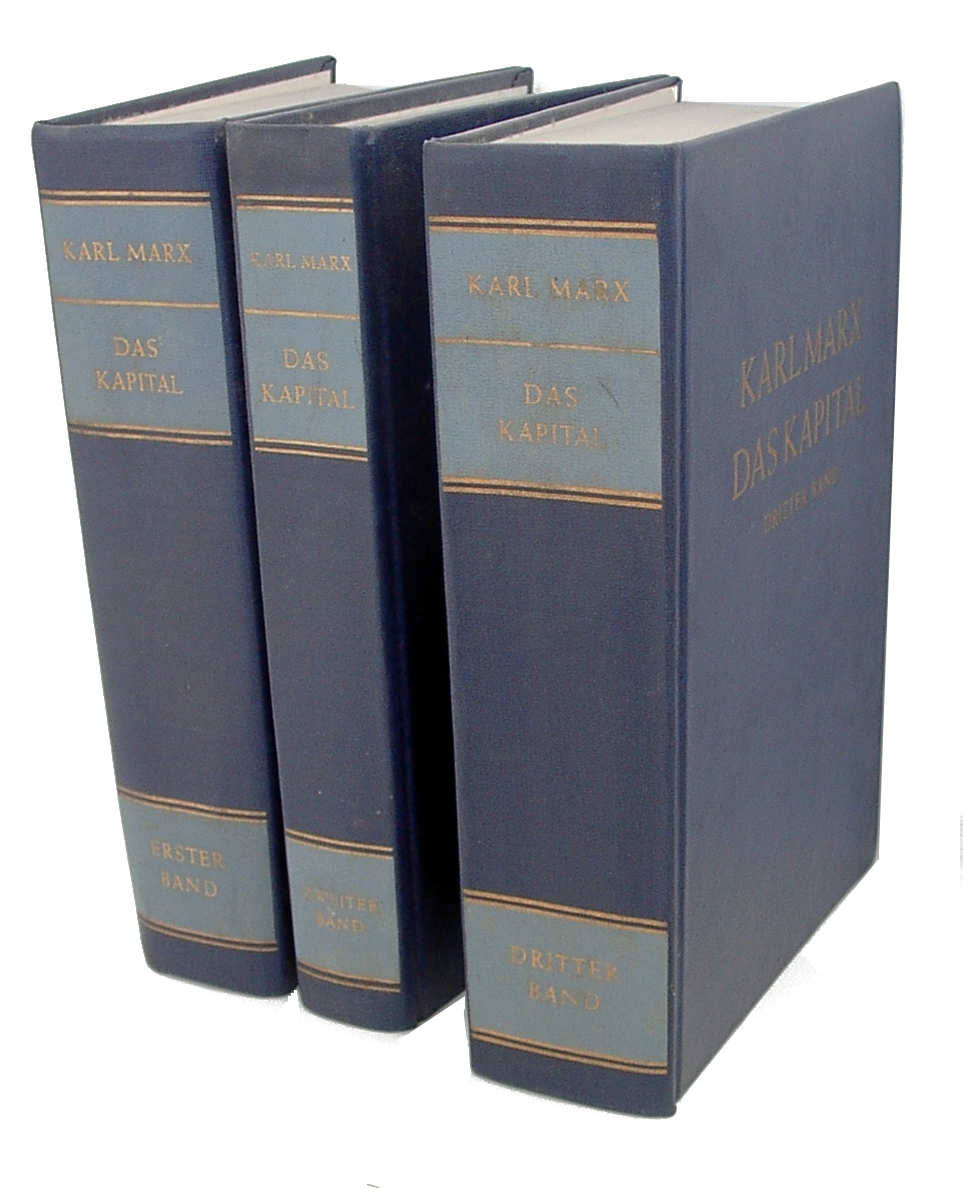
Die „Blauen Bände“ der Marx-Engels-Werke (MEW), Dietz Verlag Berlin, 1973

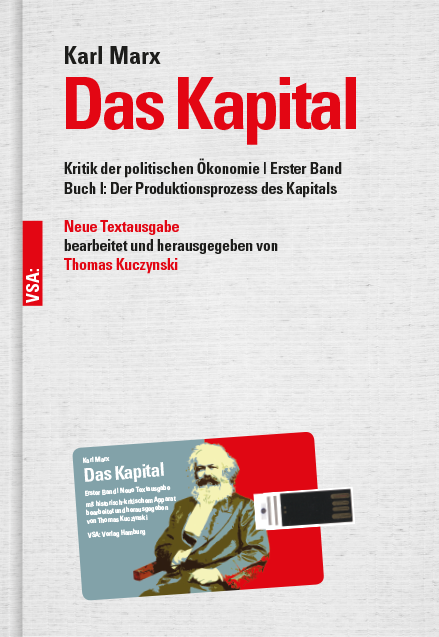
Das Kapital von Karl Marx Neue Textausgabe von Thomas Kuczynski VSA-Verlag (2017)

Im Kapital geht es nicht um „Gesellschaft schlechthin“ oder um „‚das‘ menschliche Wirtschaften“, vielmehr wird eine besondere Gesellschaftsform und eine besondere Form des Wirtschaftens analysiert: Die Kritik der Politischen Ökonomie – so der Untertitel des Werkes – steht für die grundsätzliche Kritik sowohl der kapitalistischen Produktionsweise als auch der durchgesetzten bürgerlichen Theorie derselben (Wirtschaftswissenschaften, besonders Volkswirtschaftslehre) zur Zeit von Marx.
Marx’ Kritik legt dar, dass es sich bei Gesellschaften mit kapitalistischer Produktionsweise um Klassengesellschaften handle, in denen sich das Privateigentum an den Produktionsmitteln durch die Indienstnahme von Lohnarbeit vermehre. So akkumuliere sich der Reichtum in Form von Kapital, während seine Produzenten dauerhaft von ihm ausgeschlossen seien: Beteiligt am Reichtum seien laut Marx die Arbeiter nur insoweit, als die Benutzung ihrer Arbeitskraft ihre Entlohnung notwendig mache.
Zweitens richtet sich das Kapital gegen die politische Herrschaft, die ihre Gewalt ganz in den Dienst des Kapitals stelle und die Abhängigkeit der arbeitenden Klasse vom Privateigentum rechtlich absichere.
Marx behauptet, dass dies von Menschen gemachte Verhältnisse seien. Dennoch wirkten sie hinter dem Rücken der Gesellschaftsmitglieder, erschienen ihnen als den Dingen innewohnende Sachnotwendigkeiten; ihr Charakter als 'Verhältnisse von Personen' sei verschleiert. Marx bezeichnet diesen Umstand in Analogie zu religiösen Einbildungen als Warenfetisch.

### Band 2: Der Zirkulationsprozess des Kapitals

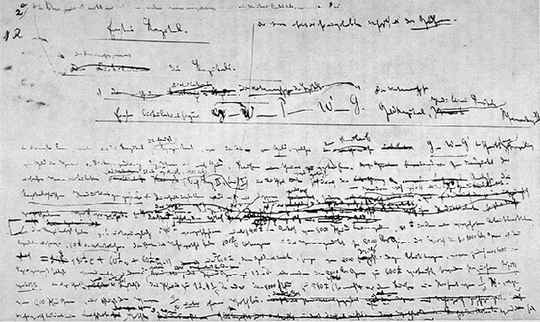
Manuskriptseite. Zweiter Band des Kapitals. Erstes Kapitel

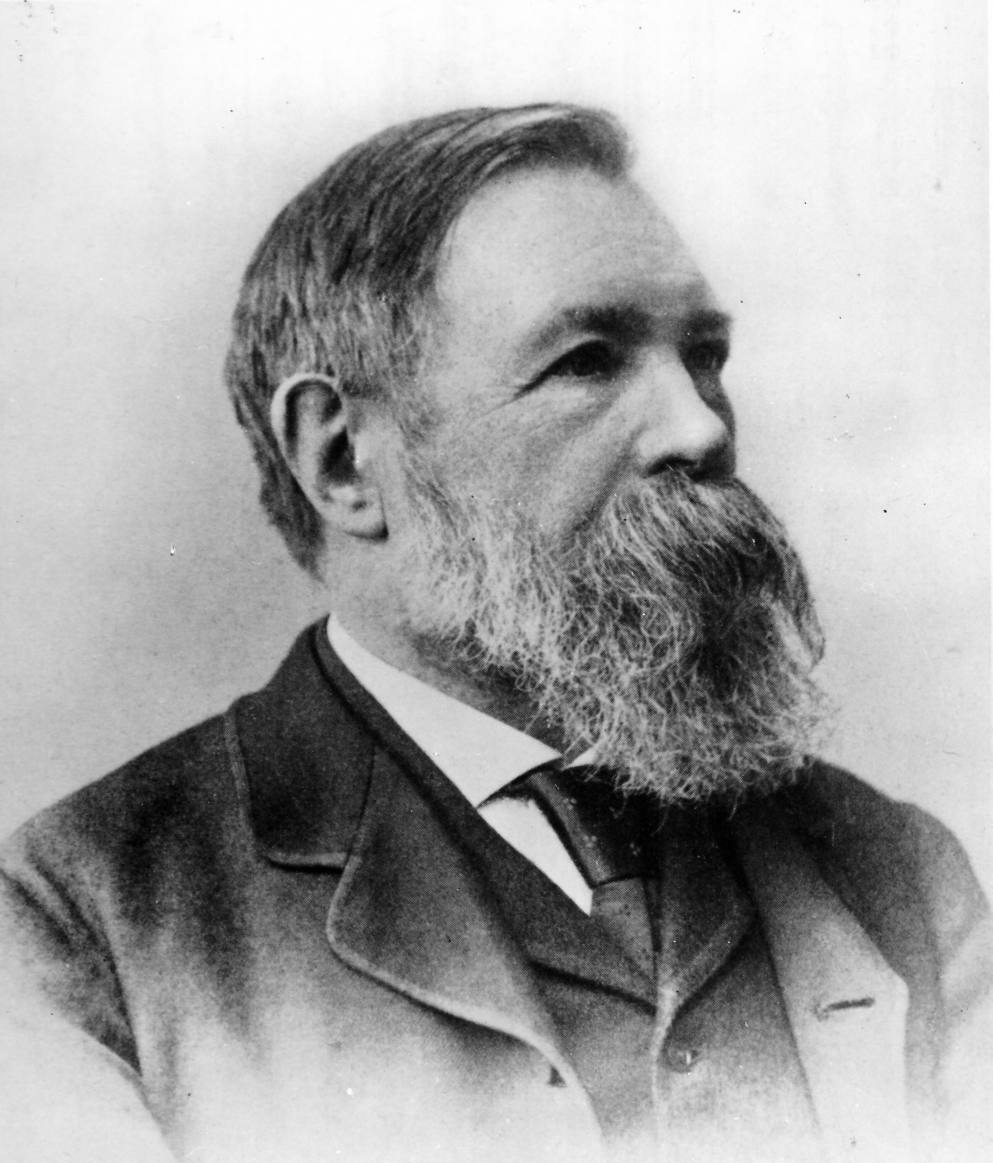
Friedrich Engels vollendete nach Marx’ Tod 1883 aus dessen Manuskripten Das Kapital mit Band 2 und 3. Seine Interpretation ist umstritten.

Im ersten Band ist Gegenstand, wie der Mehrwert im einzelnen industriellen Kapital produziert wird. Dieser muss aber noch im Austausch – in der Zirkulationssphäre – realisiert werden. Dadurch ergeben sich verschiedene Phasen, in denen das Kapital sich befinden muss: die Produktions- und die Zirkulationssphase. In der zweiten Phase beziehen sich verschiedene Einzelkapitale aufeinander; die Form dieser Verhältnisse ist Gegenstand des zweiten Bandes des Kapital. Die Untersuchung dieser Verhältnisse führt zu der Frage, wie unter der Forderung beständiger Akkumulation von Mehrwert die Reproduktion der Gesellschaft verläuft.

### Band 3: Der Gesamtprozess der kapitalistischen Produktion
Hier beschreibt Marx:
- Die Verwandlung von Mehrwert in Profit und der Rate des Mehrwerts in Profitrate
- Die Verwandlung des Profits in Durchschnittsprofit
- Gesetz des tendenziellen Falls der Profitrate
- Verwandlung von Warenkapital und Geldkapital in Warenhandlungskapital und Geldhandlungskapital (kaufmännisches Kapital)
- Spaltung des Profits in Zins und Unternehmergewinn
- Das zinstragende Kapital
- Verwandlung von Surplusprofit in Grundrente
- Die Revenuen und ihre Quellen

Im 48. Kapitel Die trinitarische Formel hat Engels als Herausgeber mehrere Fragmente zusammengestellt, in denen Marx einige der wichtigsten Aspekte des gesamten Kapitals zusammenfasst.
U. a. werden in kurzer Form die Stufen der Verschleierung der Ausbeutung der Arbeiter durch das Kapital beschrieben.

## Zur Kritik
Marx’ ökonomisches Hauptwerk trägt den Untertitel „Kritik der politischen Ökonomie“. Die Kritik besteht darin, von einem neuen Ausgangspunkt – dem „Springpunkt“, „um den sich das Verständnis der politischen Ökonomie dreht“ – die partiellen Erkenntnisse seiner Vorgänger zu einem in sich geschlossenen Gesamtbild zu vereinigen, Lücken forschungsmäßig zu schließen, logisch Widersprüchliches zu klären und die theoretischen Aussagen anhand der Verhältnisse in dem damals ökonomisch am weitesten fortgeschrittenen Land (England) zu illustrieren. Eine Kritik der Marxschen Kritik der politischen Ökonomie müsste, wenn sie diesem Wissenschaftsverständnis folgen will, seine Theorie anhand der Entwicklungsstadien überprüfen, die der Kapitalismus weltweit nach Marx durchgemacht hat. In diesem Sinn hat beispielsweise Wladimir Iljitsch Lenin seine Schrift „Der Imperialismus als höchstes Stadium des Kapitalismus“ verfasst. In diesem Sinn umfasst der Kritik-Begriff nicht nur, ja nicht einmal dominant, den polemischen Widerspruch, sondern auch die Weiterentwicklung der Marxschen Theorie – bzw. den Versuch einer Weiterentwicklung.
Nach Marx’ Lebzeiten hat sich allerdings nicht nur der Gegenstand seiner Forschung, sondern auch das Wissenschaftsverständnis gewandelt. (i) Während die klassische politische Ökonomie noch den Anspruch hatte, ein möglichst umfassendes und allseitiges Bild der ökonomischen Verhältnisse zu liefern, hat sich die Ökonomik im 20. Jahrhundert immer mehr auf partielle Zusammenhänge fokussiert. Als Beispiel kann die Cobb-Douglas-Produktionsfunktion genannt werden, die sich für den exakten Zusammenhang zwischen dem Ergebnis einer Produktion und dem dafür erforderlichen Einsatz von Produktionsfaktoren interessiert – was für Marx kein Thema war. (ii) Räumt man ein, dass sich die Kritik ökonomischer Verhältnisse in hohem Maße mit quantitativen Verhältnissen beschäftigen muss – beispielsweise liegt die Möglichkeit von Ausbeutung im Marxschen Sinne erst vor, wenn die Arbeitskraft in der Lage ist, mehr (!) Wert zu schaffen, als sie selbst Wert ist, wenn also ein bestimmtes quantitatives Maßverhältnis gegeben ist – so erstaunt es, dass im „Kapital“ nur ganze zwei mathematische Formeln vorkommen. Allerdings befindet sich eine Formel sogar an inhaltlich zentraler Stelle des Kapital (W = c + v + m). Offenbar hat es Marx vorgezogen, aus Rücksicht auf sein Publikum quantitative Verhältnisse verbal darzustellen. Vom Standpunkt der modernen Wissenschaft ist aber der geringe Grad an mathematischer Formulierung ein Mangel traditioneller ökonomischer Theorien. (iii) Marx war zwar ein guter Beobachter der Verhältnisse seiner Zeit – zum Teil vermittelt durch seinen Freund, den Fabrikanten Friedrich Engels, – aber die umfassende Vermessung ökonomischer Verhältnisse begann sich erst etwa 50 Jahre nach Marx’ Tod herauszubilden. Folglich muss man einschätzen, dass das Kapital in hohem Maße Aussagen macht, für die damals die empirische Basis noch fehlte. (iv) Und schließlich ist es inzwischen in der Wissenschaft verpönt, offen den Standpunkt einer bestimmten Klasse zu vertreten, wobei nicht auszuschließen ist, dass diese oder jene Theorie der einen oder anderen Gesellschaftsgruppe mehr oder weniger nützlich ist.
Die Kritik an Marx ist vielfältig; ein Werk, das so wie das Kapital weltweit Verbreitung gefunden hat, provoziert Widerspruch der unterschiedlichsten Art. So hat man beispielsweise aus dem Zusammenbruch des sozialistischen Staatensystems schließen wollen, dass damit auch Marx’ Theorie widerlegt worden sei.
Doch das Ringen um die richtige Interpretation des Marxschen Werkes fand und findet nicht nur zwischen seinen Kritikern und Verteidigern statt, sondern auch zwischen Marx-Kennern. Dabei dominiert die Angewohnheit, sich intensiv exegetischen Fragen zuzuwenden, oftmals eingebettet in einen von Autor zu Autor verschiedenen Versuch der Gesamtdarstellung des Marxschen Werks. Als Beispiele wären zu nennen Helmut Reichelts Schrift „Zur logischen Struktur des Kapitalbegriffs bei Karl Marx“ oder Hans-Georg Backhaus’ „Untersuchungen zur marxschen Ökonomiekritik“ mit dem Haupttitel „Dialektik der Wertform“. Eine Gegenposition stellt das oben bereits zitierte Buch von Zelený dar.
Eine völlig andere Herangehensweise praktizieren jene, die versuchen, mit Hilfe der Mathematik Probleme zu lösen, die in der ökonomischen Theorie von Marx verblieben sind. Beispiel dafür ist auf rein theoretischem Gebiet Hans Klemms Schrift „Reproduktionsmodelle im Vergleich“ (Frankfurt a. M. 1997). In die Hunderte gehen die Artikel, die versuchen, das von Marx hinterlassene Transformationsproblem der Werte in Preise mit Hilfe der Mathematik zu lösen. Der gegenüber der Marxschen Theorie kritische Aspekt wird noch deutlicher, wenn die Lösung des Transformationsproblems vom Standpunkt eines völlig anderen theoretischen Ansatzes vorgenommen wird. Beispiel dafür ist das neoricardianische Modell. Und schließlich gibt es Ansätze, die im Kapital enthaltene materialistische Dialektik für die Analyse der philosophischen Grundlagen der Mathematik und ihre naturwissenschaftlichen Anwendungen fruchtbar zu machen.

## Ausgaben

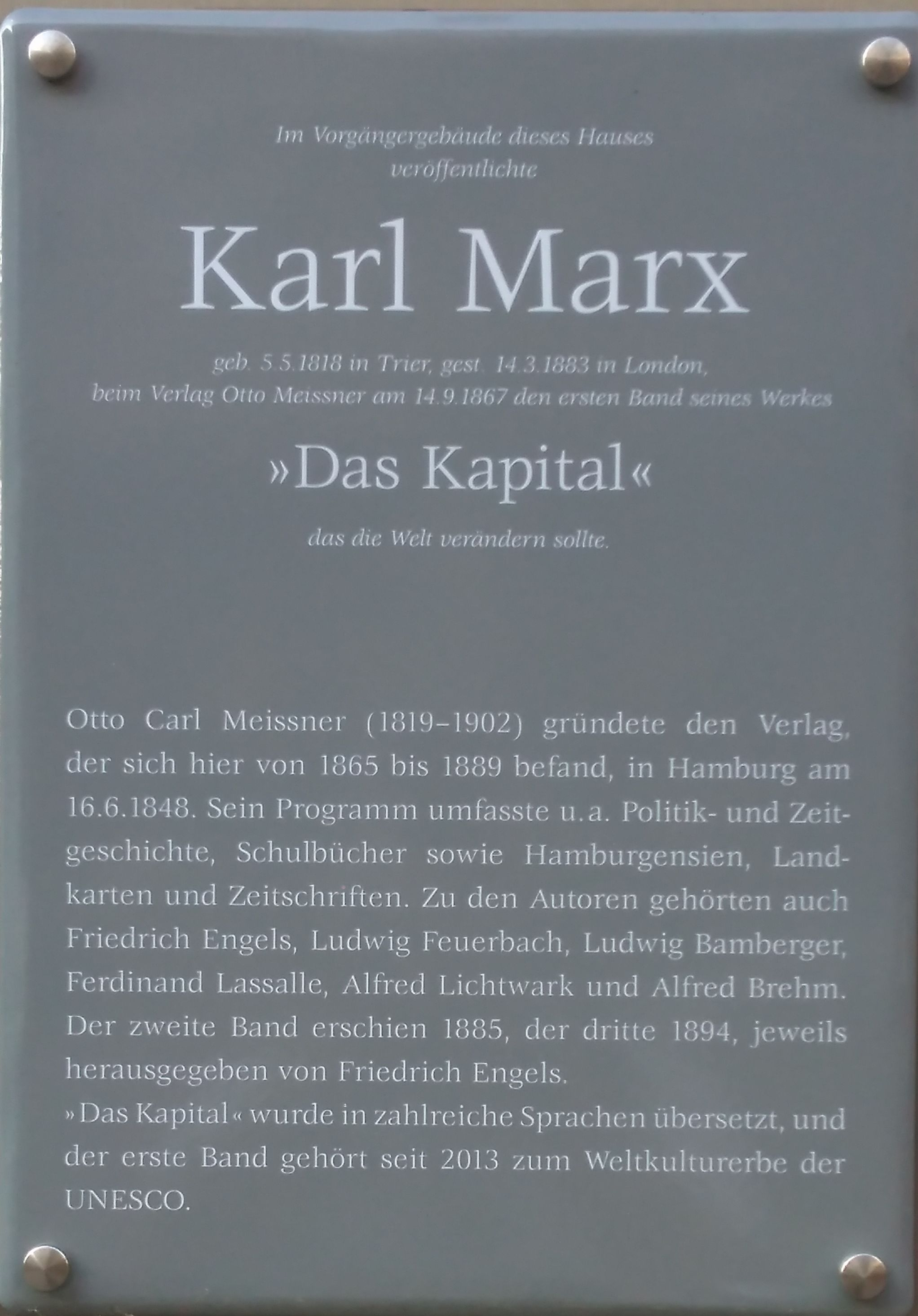
Gedenkplakette am ehemaligen Verlagshaus von Otto Meissner in Hamburg (2017)

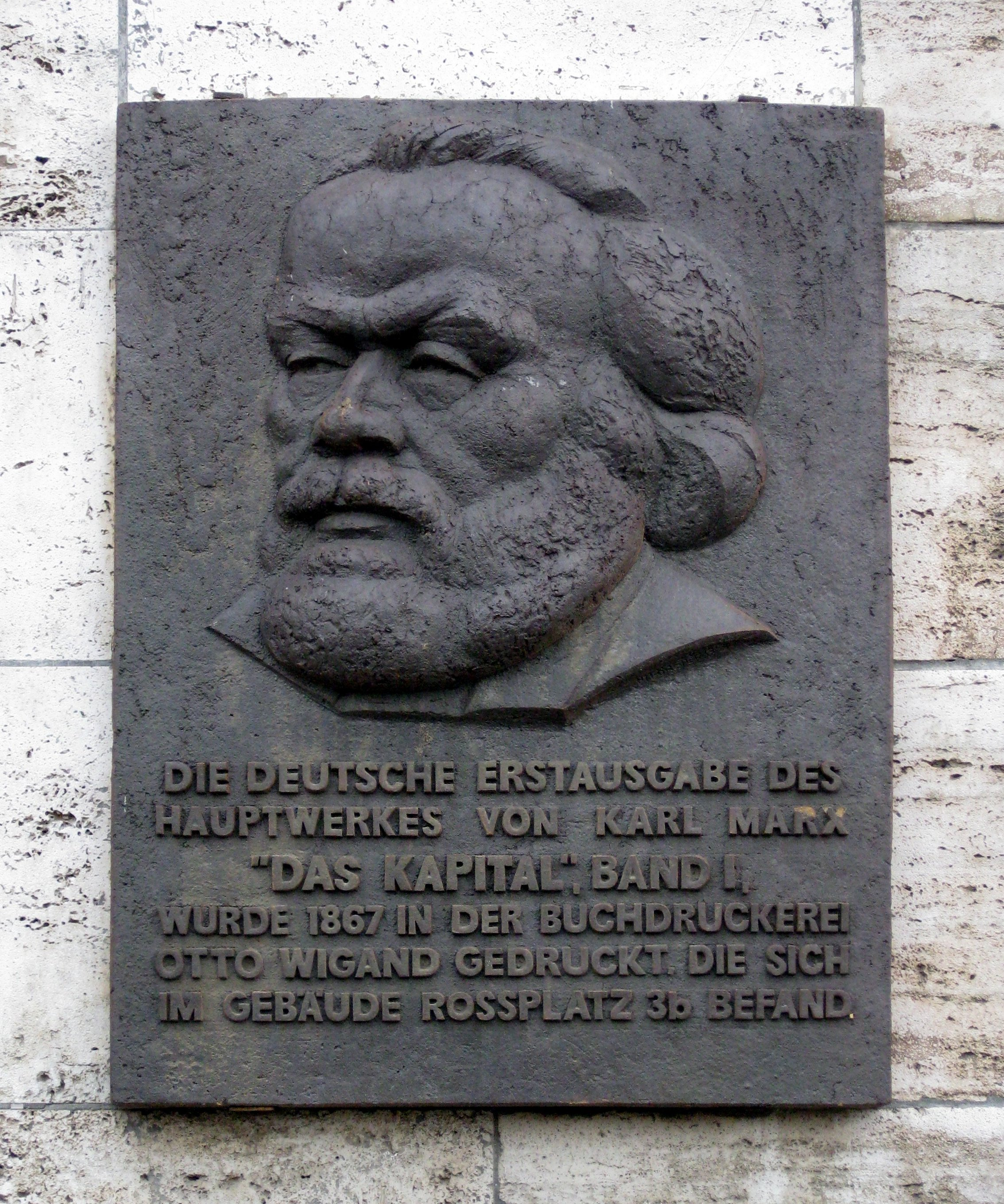
Gedenktafel zum Druck der deutschen Erstausgabe 1867 bei Otto Wigand in Leipzig (2009)

### Erstausgaben
- 1867: Buch I, Verlag Otto Meissner, Hamburg. (Digitalisat und Volltext im Deutschen Textarchiv)
  - Weitere Auflagen: Zweite verbesserte Auflage 1872 Digitalisat, Dritte vermehrte Auflage 1883 (hg. von F. Engels) Digitalisat, Vierte durchgesehene Aufl. 1890 (hg. von F. Engels)Digitalisat
  - 1872: Le capital par Karl Marx. Traduction de M. J. Roy, entièrement revisée par l'auteur. M. Lachâtre, Paris 1872. Gallica
  - 1872: Kapital'. Kritika polititsheskoy ekonomii. Tom' pervyi, St. Petersburg, russ. EA
  - 1884: Capital. A Critical Analysis of Capitalist Production, London 1887. Archive.org
- 1885: Buch II, hg. von F. Engels, Verlag Otto Meissner, Hamburg (Digitalisat und Volltext im Deutschen Textarchiv)
  - weitere Auflage: 1893
- 1894: Buch III, hg. von F. Engels, Verlag Otto Meissner, Hamburg (Buch III, Teil 1, Buch III, Teil 2, jeweils Digitalisat und Volltext im Deutschen Textarchiv)

### In Werk- bzw. Gesamtausgaben
- in Marx-Engels-Werke (MEW), Band 23–25, Dietz Verlag, Berlin 1962/1963/1964. Buch I nach der 4. Auflage 1890, Buch II nach der 2. Auflage 1893, Buch III nach der 1. Auflage 1894; auch als seitengleiche Separatausgabe, Buch I-III.

- in Marx-Engels-Gesamtausgabe (MEGA), Zweite Abteilung. „Das Kapital“ und Vorarbeiten 15 Bände in 23 Teilbänden, Dietz Verlag, Berlin 1976–1992, ab 2003 Akademie Verlag, Berlin. Die Abteilung wurde 2012 mit dem Band 4.3. abgeschlossen. MEGA Digital.

- Karl Marx: Das Kapital. Kritik der politischen Ökonomie, erster Band Buch I: Der Produktionsprozess des Kapitals, neue Textausgabe mit USB-Card, bearbeitet und herausgegeben von Thomas Kuczynski, Hamburg 2017, VSA-Verlag, ISBN 978-3-89965-777-7.

## Trivia
Im Juni 2016 wurde in London eine Erstausgabe des ersten Bandes von 1867 mit einer Widmung an Johann Georg Eccarius mit einem Schätzpreis von £ 80 000 bis £ 120 000 ins Auktionsrennen geschickt. Der Zuschlag ging an einen „europäischen Sammler“, wie es beim Versteigerer Bonhams heißt – für £ 218 500, das entspricht fast € 250 000. Dieses Widmungsexemplar wird jetzt für 1,5 Millionen Euro angeboten.

### Einführungen und Bearbeitungen
- Johann Most: Kapital und Arbeit. Ein populärer Auszug aus „Das Kapital“ von Karl Marx. Zweite verbesserte Auflage. Genossenschafts-Buchdruckerei Chemnitz, Chemnitz 1876 (Reprint: Hrsg. Marx-Engels-Stiftung Wuppertal. Verlag Marxistische Blätter, Frankfurt 1985, ISBN 3-88012-729-8)[31]
  - Johann Most: Kapital und Arbeit."Das Kapital" in einer handlichen Zusammenfassung von Marx und Engels selbst revidiert und überarbeitet (Neuausgabe von Hans Magnus Enzensberger). Suhrkamp, Frankfurt am Main 1972 (=edition suhrkamp Bd. 587)
- Carlo Cafiero: Il Capitale di Carlo Marx. Brevemente compendiato. Libro 1. Sviluppo delle produzione capitalista. Bignami, Milano 1879 [Nachdruck: Il Capitale di Karl Marx. Compendio di Carlo Cafiero. Presentazione di Rossano Pisano. Editori Riuniti, Roma 1996, ISBN 88-359-4092-3)
  - Carlo Cafiero: Einführung in das "Kapital" von Marx. Übersetzt von Renate Genth. Eingeleitet von Giacomo Marramao. Scriptor Verlag, Kronberg Ts. 1974, ISBN 3-589-00016-3.
- Gabriel Deville: Le Capital de Karl Marx. Résumé et accompagné d'un aperçu sur le socialisme scientifique. Oriol, Paris 1883
- Karl Kautsky: Karl Marx' Oekonomische Lehren. Gemeinverständlich dargestellt und erläutert. J. W. H. Dietz, Stuttgart 1887 (Digitalisat)
- Ferdinand Domela Nieuwenhuis: Kapitaal en Arbeid. Liebers & C., s' Hage 1881.
  - Ferdinand Domela Nieuwenhuis: Capital und Arbeit. Eine gedrängte Darstellung der Marx'schen Lehre. Uebersetzt von Carl Derossi. E. Krajk, Wien 1889. (Digitalisat)
- Karl Marx. Das Kapital. Kritik der politischen Oekonomie. Gemeinverständliche Ausgabe, besorgt von Julian Borchardt. Neuzeitlicher Buchverlag, Berlin-Schöneberg 1919. (3. Auflage. Laub, Berlin 1922; 5., durch ein Register vermehrte Auflage. Laub, Berlin 1922; 7. Neu bearbeitete Ausgabe. Laub, Berlin / Hamburg, Klemm, Leipzig 1931.) Neuauflage 2018 im Westhafen Verlag, ISBN 978-3-942836-16-6.
- Marx-Arbeitsgruppe Historiker: Zur Kritik der Politische Ökonomie. Einführung in das „Kapital“, Band I. Europäische Verlagsanstalt, Frankfurt am Main 1972, ISBN 3-434-45013-0 (=basis arbeitsergebnisse)
- Louis Althusser, Étienne Balibar: Das Kapital lesen. Rowohlt, Hamburg 1972[32]
- Michael Heinrich: Kritik der politischen Ökonomie. Eine Einführung. Schmetterling-Verlag, Stuttgart 2004, ISBN 3-89657-582-1.
- Wolfgang Fritz Haug: Vorlesungen zur Einführung ins „Kapital“, Argument-Verlag, Berlin, 2005, ISBN 3-88619-301-2.
- Christian Iber: Grundzüge der Marx´schen Kapitalismustheorie. Parerga, Berlin 2005, ISBN 3-937262-30-X.
- Michael Heinrich: Wie das Marxsche "Kapital" lesen? Schmetterling-Verlag, Stuttgart 2009, ISBN 978-3-89657-054-3.
- Michael Heinrich: Wie das Marxsche Kapital lesen? Band 2. Schmetterling Verlag, Stuttgart 2013, ISBN 978-3-89657-053-6.
- Georg Fülberth: "Das Kapital" kompakt. Papyrossa, Köln 2011, ISBN 978-3-89438-452-4.
- David Harvey: Marx Kapital lesen. Ein Begleiter für Fortgeschrittene und Einsteiger. VSA, Hamburg 2011, ISBN 978-3-89965-415-8.
- David Harvey: Marx' 2. Band des "Kapital" lesen. Ein Begleiter zum Verständnis der Kreisläufe des Kapitals. VSA, Hamburg 2018, ISBN 978-3-89965-716-6.
- Alexander von Pechmann: „Das Kapital“ von Karl Marx. Ein Handbuch. Verlag Turia + Kant 2013, ISBN 978-3-85132-709-0.
- Wolfgang Fritz Haug: Das »Kapital« lesen – aber wie? Materialien. Argument Verlag, Hamburg 2013, ISBN 978-3-88619-355-4.
- Michael Berger: Karl Marx: "Das Kapital". 3., überarbeitete Auflage. UTB, Stuttgart 2013, ISBN 978-3-8252-4049-3.
- Michael Quante: Karl Marx: Das Kapital. Kritik der politischen Ökonomie. Erster Band. Mit einer Einleitung und einem Kommentar hrsg. v. Michael Quante, Felix Meiner Verlag, Hamburg 2019, ISBN 978-3-7873-1959-6.
- Georg Quaas: Die ökonomische Theorie von Karl Marx. Metropolis-Verlag, Marburg 2016, ISBN 978-3-7316-1216-2.

### Übersetzungen, Verbreitung
- Der Weg des „Kapitals“ – 220 Ausgaben in 43 Sprachen. In: Karl. Marx. Das Kapital 1867 1967. Marxistische Blätter. Sonderheft 2, Frankfurt am Main 1967, S. 86–88.
- Anna Vasil'evna Uroeva: „Das Kapital“ eroberte sich den Erdball. Zur internationalen Verbreitung des Marxschen Hauptwerkes bis 1895. In: „... unsrer Partei einen Sieg erringen“. Studien zur Entstehungs- und Wirkungsgeschichte des "Kapitals" von Karl Marx. Ein Sammelband. Verlag Die Wirtschaft, Berlin 1978, S. 180–191.
- Alexander Malysch: „Das Kapital“ von Marx in der Heimat Lenins. In: Marx-Engels-Jahrbuch 3. Dietz Verlag, Berlin 1980, S. 25–46.
- Anna Vasil'evna Uroeva: Über die Vorgeschichte der englischen Übersetzung des ersten Bandes des „Kapitals“. In: Beiträge zur Marx-Engels-Forschung. Heft 14, Berlin 1983, S. 105–109.
- Werner Krause: Zur Vorgeschichte der französischen Ausgabe des ersten Bandes des „Kapitals“ von 1872 bis 1875. In: Beiträge zur Marx-Engels-Forschung. Heft 20, Berlin 1986, S. 20–33.
- Christa Fleckenstein: Einige Bemerkungen zur Wirkungsgeschichte des „Kapitals“ in Rußland (70er bis 90er Jahre des 19. Jh.). In: Hallesche Arbeitsblätter zur Marx-Engels-Forschung. Heft 18, Halle 1986, S. 4–8.
- Waltraud Falk, Frank Zschaler: Zur ersten englischen Auflage des ersten Bandes des „Kapitals“ von Karl Marx. In: Beiträge zur Marx-Engels-Forschung. Heft 23, Berlin 1987, S. 78–81.
- Gerd Callesen: Zur Verbreitung der ersten dänischen „Kapital“-Ausgabe. In: Beiträge zur Marx-Engels-Forschung. Heft 28, Berlin 1989, S. 75–80.
- Larissa Miskewitsch: Die russische Ausgabe des „Kapitals“ von Karl Marx. In: Beiträge zur Marx-Engels-Forschung. Heft 28, Berlin 1989, S. 115–124.
- Rolf Hecker, Larisa Mis'kevič: Das Kapital mit Widmungen von Marx und Engels. In: MEGA-Studien 1994/1. Hrsg. von der Internationalen Marx-Engels-Stiftung, Dietz Verlag, Berlin 1994, ISBN 3-320-01826-4, S. 107–141.
- Rolf Hecker, Larisa Mis'kevič, Manfred Schöncke: Das Kapital mit Widmungen von Marx und Engels. Ergänzungen und Korrekturen. In: Beiträge zur Marx-Engels-Forschung. Neue Folge 2002. Argument, Hamburg 2003, ISBN 3-88619-689-5, S. 263–277.
- Jan Hoff: Marx global. Zur Entwicklung des internationalen Marx-Diskurses seit 1965. Akademie Verlag, Berlin 2009, ISBN 978-3-05-004611-2.

### Kommentare, Einzelaspekte

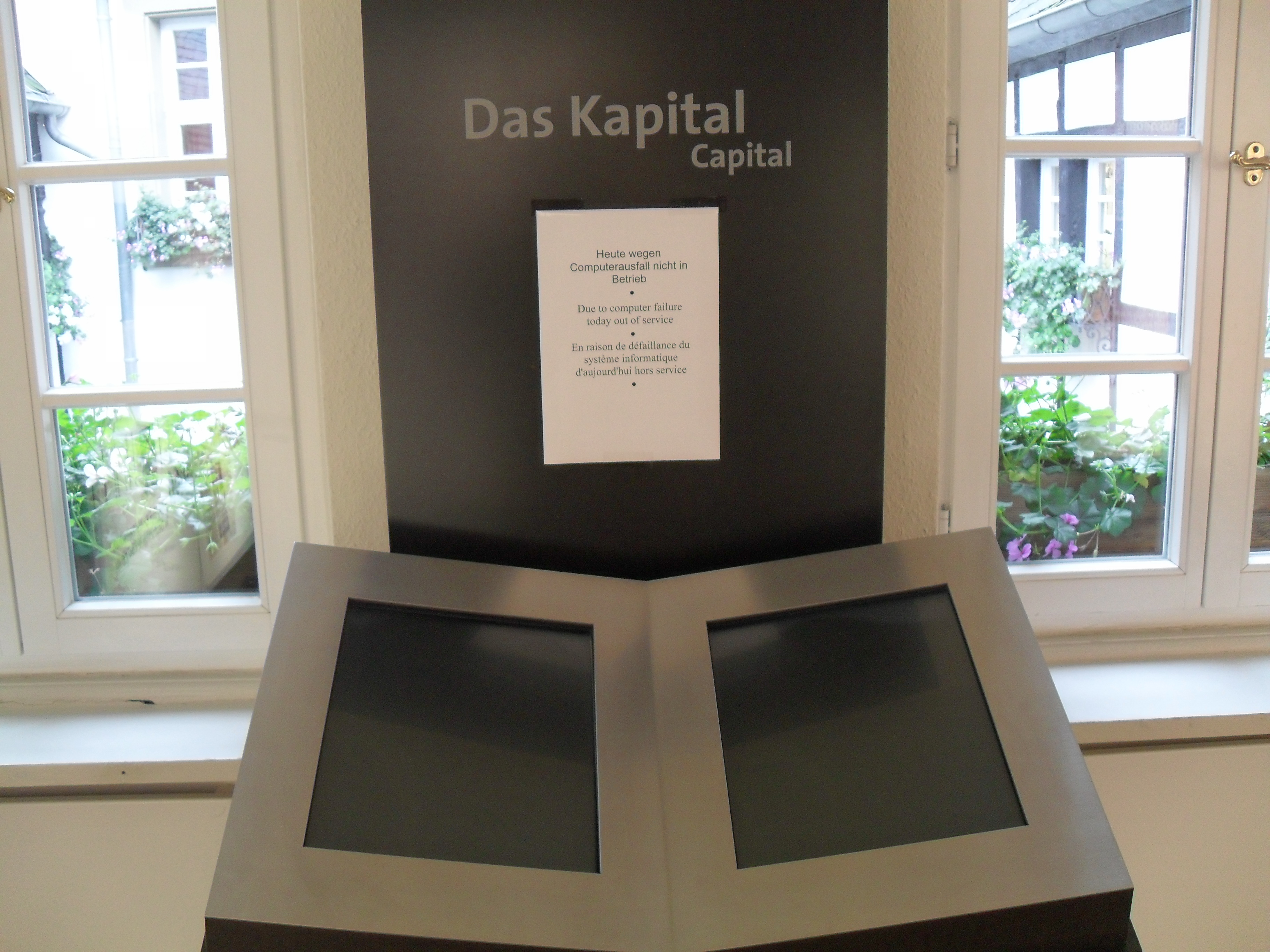
Leider im Karl-Marx-Haus (Trier) als E-Book nicht immer verfügbar

- AG Rechtskritik (Hg.): Rechts- und Staatskritik nach Marx und Paschukanis. Bertz + Fischer, Berlin 2017, ISBN 978-3-86505-802-7.
- Alex Bouffard, Alexandrdre Feron, Guillaume: Le Calital, livre I. Présentation et documents. Les Êditions sociales, Paris 2018.
- François Gaudin: Traduire Le Capital. Une correspondannce inédite entre Karl Marx, Friedrich Engels et L'èditeur Maurice Lachâtre. Presses Universitaires de Rouen et du Havre 2010.
- Laurent Baronian, Nicolas Rieucau: Pièces inédites de Marx. Lettres et Projet de Contract pour la Publication Française du Capital. In: Cahiers d' économie politique. Nr. 78, 2020, S. 7–26.
- Karl Marx: Das Kapital 1.1. Resultate des 1. Bd. „Das Kapital“, verfasst vom Autor. Karl Dietz Verlag Berlin, 2009, ISBN 978-3-320-02169-6.
- Roman Rosdolsky: Zur Entstehungsgeschichte des Marxschen ‚Kapital‘. Der Rohentwurf des Kapital 1857–1858, Europäische Verlagsanstalt/Europa Verlag, Frankfurt am Main/Wien, 1968, Band 1, ISBN 3-434-45003-3; Band 2, ISBN 3-434-45004-1; Band 3, ISBN 3-434-45041-6.
- Günther Busch (Hrsg.): Folgen einer Theorie. Essays über „Das Kapital“ von Karl Marx. 5. Auflage. Suhrkamp edition 226, 1972.
- Gerhard Gamm, Andreas Hetzel, Markus Lilienthal (Hrsg.): Karl Marx: Das Kapital. Kritik der politischen Ökonomie; Interpretationen, Verlag Philipp Reclam, Stuttgart 2001, ISBN 3-15-018114-3.
- Helmut Reichelt: Zur logischen Struktur des Kapitalbegriffs bei Karl Marx 1970 Frankfurt am Main/Wien (zugl. Diss. Johann-Wolfgang-Goethe-Universität Frankfurt) neu: Freiburg i. Br. 2001.
- Ernest Mandel: Entstehung und Entwicklung der ökonomischen Lehre von Karl Marx. Reinbek bei Hamburg 1983, ISBN 3-499-17656-4.
- Hans G. Nutzinger / Elmar Wolfstetter: Die Marxsche Theorie und ihre Kritik. Eine Textsammlung zur Kritik der Politischen Ökonomie. 2 Bände. Frankfurt am Main – New York: Herder 1974. Neuausgabe in einem Band Marburg: Metropolis, 2008, ISBN 978-3-89518-702-5.
- Peter Decker und Konrad Hecker: Das Proletariat – politisch emanzipiert, sozial diszipliniert, global ausgenutzt, nationalistisch verdorben: Die große Karriere der lohnarbeitenden Klasse kommt an ihr gerechtes Ende. GegenStandpunkt, 2002, ISBN 3-929211-05-X.
- Jan Hoff, Alexis Petrioli, Ingo Stützle, Frieder Otto Wolf (Hrsg.): Das Kapital neu lesen. Beiträge zur radikalen Philosophie. Westfälisches Dampfboot Münster 2006, ISBN 3-89691-605-X.
  - Leseprobe mit Inhaltsverzeichnis, Einleitung, Nachwort und Autorenverzeichnis (34 Seiten pdf; 361 kB).
- Helmut Reichelt: Neue Marx-Lektüre. Zur Kritik sozialwissenschaftlicher Logik. Hamburg 2008, ISBN 978-3-89965-287-1. (Inhaltsverzeichnis und Einleitung als PDF, Klappentext).
- Hans-Georg Backhaus: Dialektik der Wertform. Untersuchungen zur marxschen Ökonomiekritik. Freiburg i. Br.: Ça ira 1997, ISBN 3-924627-52-5.
- Ansgar Knolle-Grothusen, Stephan Krüger, Dieter Wolf: Geldware, Geld und Währung. Grundlagen zur Lösung des Problems der Geldware. Hamburg 2009, ISBN 978-3-88619-345-5.
- Dieter Wolf: Der dialektische Widerspruch im Kapital. Ein Beitrag zur Marxschen Werttheorie. Hamburg, 2002, ISBN 3-87975-889-1.
- Dieter Wolf: Zur Architektonik der drei Bände des Marxschen Kapitals (PDF; 655 kB).
- Michael Heinrich: Entstehungs- und Auflösungsgeschichte des Marxschen „Kapitals“. In: Werner Bonefeld, Michael Heinrich (Hrsg.): Kapital und Kritik. Nach der neuen Marx-Lektüre, Hamburg: VSA 2011, S. 155–193.
- Michael Heinrich: Von den 'kanonischen' Texten zu Marx' ungeschriebenem Kapitel. In: Rahel Jaeggi, Daniel Loick (Hrsg.): Karl Marx – Perspektiven der Gesellschaftskritik, Berlin 2013, S. 123–144.
- Alexander von Pechmann: Die drei Kreisläufe des Kapitals und ihre realen Unterschiede, Überlegungen zum 2. Band des "Kapitals" von Karl Marx, Zeitschrift Z, März 2016, S. 110–129.
- Joachim Bischoff: Die Kreisläufe des Kapitals.Alexander von Pechmanns Interpretation zum 2. Band des "Kapitals", Zeitschrift Sozialismus, Heft 6-2016, S. 56–62.
- Mathias Greffrath (Hrsg.): RE. Das Kapital: Politische Ökonomie im 21. Jahrhundert, München 2017, ISBN 978-3-95614-172-0.
- Jürgen Bönig: Karl Marx in Hamburg. Der Produktionsprozess des "Kapital". Hamburg 2017, ISBN 978-3-89965-751-7.
- Michael Bies und Elisabetta Mengaldo (Hrsg.): Marx konkret. Poetik und Ästhetik des Kapitals. Göttingen 2020, ISBN 978-3-8353-3622-3.

### Wirkungsgeschichte
- Rolf Dlubek, Hannes Skambraks: „Das Kapital“ von Karl Marx in der Deutschen Arbeiterbewegung 1867/1878. Dietz Verlag, Berlin 1967.
- Ernst Theodor Mohl: Folgen einer Theorie. Essays über Das Kapital von Karl Marx. Suhrkamp, Frankfurt am Main 1967. (=edition suhrkamp 226)
- Walter Euchner, Alfred Schmidt (Hrsg.): Kritik der politischen Ökonomie heute. Politische Ökonomie, Geschichte und Kritik. 100 Jahre Kapital. Referate und Diskussionen vom Frankfurter Colloquium im September 1967. Europäische Verlagsanstalt, Frankfurt am Main, Wien 1968.
- Rolf Hecker, Larisa Mis'kevič: Das Kapital mit Widmungen von Marx und Engels. In: MEGA-Studien 1994/1. Hrsg. von der Internationalen Marx-Engels-Stiftung, Dietz Verlag, Berlin 1994, ISBN 3-320-01826-4.
- Rolf Hecker, Larisa Mis'kevič, Manfred Schöncke: Das Kapital mit Widmungen von Marx und Engels. Ergänzungen und Korrekturen. In: Beiträge zur Marx-Engels-Forschung. Neue Folge 2002. Argument, Hamburg 2003, ISBN 3-88619-689-5, S. 263–277. ISSN 0232-8577
- Ingo Elbe: Marx im Westen. Die neue Marx-Lektüre in der Bundesrepublik. Akademie Verlag, Berlin 2010, ISBN 978-3-05-004470-5.
- Eike Kopf; Frühe Polemiken gegen „Das Kapital“. Zur Kritik am Hauptwerk von Karl Marx im 19. Jahrhundert sowie Anmerkungen zur materialistischen Geschichtsauffassung.  PapyRossa-Verlag, Köln 2013, ISBN 978-3-89438-513-2.
- Ingo Schmidt, Carlo Fanelli (Hrsg.): Reading 'Capital' Today: Marx After 150 Years, Pluto Press 2017, ISBN 978-0-7453-9973-7.
- Ingo Schmidt (Hrsg.): Das Kapital @ 150 Russische Revolution @ 100. »Das Kapital« und die Revolutionen gegen »Das Kapital«. VSA Verlag, Hamburg 2017, ISBN 978-3-89965-733-3.
- Dieter Janke, Jürgen Leibiger, Manfred Neuhaus (Hrsg.): Marx' „Kapital“ im 21. Jahrhundert. Beiträge des Kolloquiiums am 6. Mai 2017 in Leipzig. Rosa-Luxemburg-Stiftung Sachsen, Leipzig 2017, ISBN 978-3-947176-01-4.
- Rita Müller, Mario Bäumer (Hrsg.): Das Kapital. Verlag der Stiftung Historische Museen Hamburg, Hamburg 2017, ISBN 978-3-947178-02-5. Ausstellungskatalog Museum der Arbeit.
- Rolf Hecker: Springpunkte – Beiträge zur Marx-Forschung und „Kapital“-Diskussion, Dietz Verlag, Berlin 2018, ISBN 978-3-320-02349-2.
- Paula Rauhala: Redings of Capital in divided Germany: 1967 and 50 years later. In: Beiträge zur Marx-Engels-Forschung. Neue Folge 2018/19. Argument Verlag, Hamburg 2019, ISBN 978-3-86754-685-0, S. 113–152.

### Promotionen
- Richard Stegemann: Zur Kritik des Marx´schen „Capital“. Eberhard Karls Universität Tübingen 7. August 1885

### Comic
- Jari Banas: Das Kapital als Comic in Farbe. VSA Verlag, Hamburg 2018, ISBN 978-3-89965-798-2.
- Ole Nymoen & Wolfgang M. Schmitt: Die kleinen Holzdiebe und das Rätsel des Juggernaut. Illustriert von Nick-Martin Sternitzke. Insel Verlag, Berlin 2024, ISBN 978-3458644774.